# 短多鬚䲁
短多鬚鳚（学名：Exallias brevis）为輻鰭魚綱鳚形目鳚科多鬚鳚屬的鱼类，分布於印度太平洋，從紅海南至南非的索德瓦納灣，東至夏威夷群島、馬克薩斯群島、社會群島，北至琉球群島與小笠原群島，南至新喀里多尼亞島與拉帕島海域，深度3至20公尺，本魚體呈長橢圓形，頭鈍短，頭頂無冠膜，具有鼻鬚、眼上鬚及頸鬚，上、下唇具皺摺，上頜齒可自由活動，無犬齒，背鰭軟條與尾柄相連，體色桃紅色，身體散布黑褐色斑點，胸鰭、尾鰭淺黃色，背鰭硬棘12枚、背鰭軟條12-13枚、臀鰭硬棘2枚、臀鰭軟條14-15枚，體長可達14.5公分，棲息在水質清澈的珊瑚礁，以珊瑚蟲為食，具領域性，雌魚產附著性卵，雄魚會負責守護，幼魚為浮游性，可做為觀賞魚。该物种的模式产地在Savaii、萨摩亚。